# Nikolaos Siranidis
Nikolaos "Nikos" Siranidis (ur. 26 lutego 1976 w Atenach) – grecki skoczek do wody, mistrz olimpijski.

## Przebieg kariery
Pierwsze międzynarodowe zawody pływackie z jego udziałem odbyły się w 1995 roku, wówczas zawodnik startował w zawodach Grand Prix pod egidą FINA. W 1996 brał udział w letnich igrzyskach olimpijskich w Atlancie, na których w konkurencji skoku z trampoliny 3 m uzyskał końcowy wynik 316,50 pkt i zajął 26. pozycję. Na mistrzostwach świata w Perth zajął 15. pozycję w skoku z trampoliny 3 m i 23. pozycję w skoku z trampoliny z wysokości 1 m. W 2000 roku na mistrzostwach Europy awansował do finału w konkurencji skoku z trampoliny na wysokości zarówno 1, jak i 3 metrów, w obu występach zajął ostatecznie 5. pozycję. Na igrzyskach olimpijskich w Sydney powtórnie przystąpił do konkurencji skoku z trampoliny 3 m, gdzie uzyskał rezultat 317,88 pkt i zajął 36. pozycję.
W 2004 na igrzyskach olimpijskich w Atenach zdobył złoty medal w konkurencji skoku synchronicznego z trampoliny 3 m (razem z Thomasem Bimisem; w finale grecki duet uzyskał łączny wynik 353,34 pkt). W tej samej imprezie sportowej brał udział w konkurencji skoku z trampoliny solo, gdzie uzyskał wynik 363,75 pkt i zajął 28. pozycję.